# Adolf Burger
Adolf Burger (12. srpna 1917 Veľká Lomnica, nyní Slovensko — 6. prosince 2016, Praha) byl slovenský Žid, který se za 2. světové války jako vězeň zúčastnil operace Bernhard – německého projektu padělání platidel spojenců.

## Život

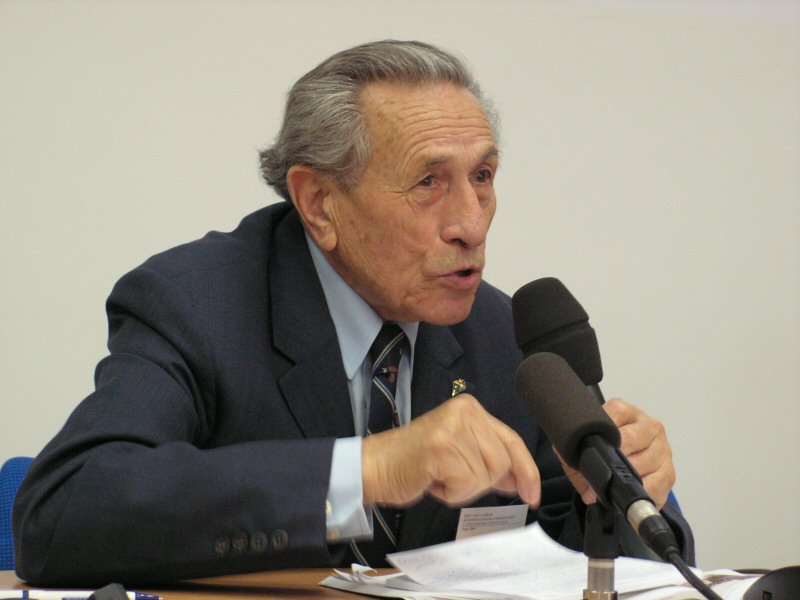
Adolf Burger na konferenci „Židé v boji a odboji“, Praha, 2006

V mládí se vyučil typografem. Poté pracoval na stavbách a v letech 1937–1939 sloužil v československé armádě. Po vzniku samostatného slovenského státu pracoval v Bratislavě v oboru, kterému se vyučil. Současně se zapojil do odbojové činnosti komunistické skupiny, která se snažila o záchranu slovenských Židů. Adolf Burger tiskl falešné křestní listy. V roce 1942 byl zatčen a spolu se svou ženou Giselou, transportován, nejdříve do Žiliny a poté do Osvětimi. Manželka Osvětim nepřežila.
Jelikož byl povoláním typograf, byl přesunut do Sachsenhausenu, kde probíhala operace Bernhard, při níž vězňové padělali bankovky (britské libry a americké dolary) a další tiskoviny jako např. dokumenty.
Byl posledním žijícím pamětníkem této akce, o které napsal knihu Ďáblova dílna (německy DieTeufelswerkstatt. Podle této knihy byl v roce 2007 natočen rakouský film (český název Ďáblova dílna, v originále Die Fälscher) získal v roce 2008 cenu Oscar za nejlepší cizojazyčný film.
Od roku 1945 žil v Praze. Zemřel 6. prosince 2016 ve věku 99 let.